# Jean-Pierre Vernant
Jean-Pierre Vernant (Provins, 4 gennaio 1914 – Sèvres, 9 gennaio 2007) è stato uno storico della filosofia, storico delle religioni e antropologo francese.
Studioso dell'età classica, si è occupato in modo particolare della mitologia greca.

## Biografia
Studiò nei licei Carnot e Louis-le-Grand di Parigi e proseguì gli studi alla Sorbona. Dal luglio del 1940 fu insegnante di filosofia a Tolosa. Combatté nella seconda guerra mondiale e partecipò alla Resistenza francese. Dopo la guerra scrisse articoli di politica estera e aderì al Partito Comunista Francese abbandonandolo, senza mai rinnegare i suoi trascorsi marxisti, nel 1970 dopo gli avvenimenti della "Primavera di Praga".
Tra il 1948 e il 1957 fu ricercatore presso il Centre national de la recherche scientifique (CNRS) e si impegnò contro le guerre coloniali della Francia in Indocina e in Algeria. Dal 1957 al 1975 diresse un settore dell'École Pratique des Hautes Études e quindi fino al 1984 insegnò "Studio comparato delle religioni antiche" al Collège de France. Studioso di Omero, fu autore di numerosi studi sulla guerra nel mondo antico.
Promosse la costituzione del Centre de Recherches Comparées sur les Sociétés Anciennes, che diresse dal 1964 al 1985. Fu membro di varie e numerose accademie (Académie royale de Belgique, l'American Academy of Arts and Sciences, l'Academia Europaea) e fu insignito dell'onorificenza della Legion d'onore.

## La teoria di Vernant
Sono i greci ad averci inventati. In particolare definendo un tipo di vita collettiva, un tipo di atteggiamento religioso e anche una forma di pensiero, di intelligenza, di tecniche intellettuali, di cui siamo in gran parte loro debitori. La storia d'Occidente comincia con loro.
Nella sua opera più conosciuta, Les origines de la pensée grecque (Le origini del pensiero greco), pubblicata nel 1962, viene modificata radicalmente l'interpretazione della storia e della prima filosofia greca avvalendosi degli studi antropologici di Georges Dumézil, Claude Lévi-Strauss e Ignace Meyerson.
L'autore cerca di trovare le cause del passaggio dal pensiero mitologico greco a quello razionale filosofico. Secondo Vernant il motivo di questo cambiamento va ricercato nel mito stesso oltreché nella stessa storia sociale, giuridica, politica ed economica dei greci. Il cammino verso la ragione, sostiene Vernant, porterà nello stesso tempo alla nascita della democrazia greca.
Risalendo alle origini della civiltà greca nell'età micenea derivata dalla dominazione degli Ittiti (ne Le origini del pensiero greco) l'organizzazione sociale faceva capo ad una gerarchia al cui vertice era il re come depositario di un potere assoluto esercitato nel palazzo, centro di ricchezza e di potenza militare. Il re, wanax da cui "anax", è nello stesso tempo capo politico e supremo sacerdote; egli stabilisce con precisione il tempo dei riti ed è assistito da una casta sacerdotale, ma in effetti il suo è un potere esclusivo e carismatico, solo lui personalmente è in contatto, attraverso riti misteriosi e segreti, con la divinità.
Con l'invasione dorica tutto questo cambia. Al palazzo comincia a sostituirsi la città come centro del potere dove prevalgono nuove forze sociali. Anche la religione risente di questo mutamento. Quelli che erano gli dei, segni efficaci che influiscono sulla vita reale, ora sono semplicemente delle immagini e i simboli religiosi tendono a diventare semplici rappresentazioni del sacro. 
Anche nella vita politica nascono santuari segreti e sorge una burocrazia sacrale che custodisce i talismani da cui dipendono i destini della città.
Questo spiega perché accanto alla religione pubblica si affianca quella dei misteri dove ci si reimpossessa del sacro e si ritrova il contatto mistico con la divinità attraverso il segreto. La funzione religiosa non viene più assegnata dal wanax (anax). Con l'iniziazione ai misteri aperti a tutti si incominciano ad affermare i principi dell'egualitarismo della futura democrazia. Con i pensatori di Mileto la religione è completamente desacralizzata. Essi tentano una nuova visione scientifica del cosmo che risente però ancora degli influssi religiosi. La nuova cosmologia è ancora figlia della cosmogonia. Gli elementi naturali, l'archè, sostituiscono le divinità, ma permane il problema di spiegare come dal caos si sia poi formato l'universo ordinato ed è su questo tema che si affannerà la filosofia seguente.

## Critica della sua teoria
La sua teoria sulla tragedia greca è stata criticata da qualche studioso, che gli ha rimproverato, "innanzi tutto, il sovrapporre all'orientamento storicistico che era stato del suo maestro Louis Gernet un'impostazione genericamente semiologica (non comunicabilità, polisemia) trascurando un dato essenziale della tragedia greca come la consapevolezza che il personaggio è in grado di elaborare e di comunicare; e poi l'insufficienza dell'analisi dei singoli testi e la conseguente tendenza alla generalizzazione; e soprattutto, il ricorso a una categoria, quella dell'ambiguità, che tendeva a stemperare contrasti e differenze".

## Opere
- Le origini del pensiero greco (Les Origines de la pensée grecque, 1962), traduzione di Fausto Codino, prefazione di Riccardo Di Donato, Roma, Editori Riuniti, 1976. - Milano: SE, 2007; Milano, Feltrinelli, 2011.
- Mito e pensiero presso i Greci. Studi di psicologia storica (Mythe et pensée chez les grecs. Études de psychologie historique, 1965 e n. ed. 1988), tr. it. di Mariolina Romano e Benedetto Bravo, Torino: Einaudi 1970 (con prefazione di Benedetto Bravo).
- Mito e società nell'antica Grecia (Mythe et société en Grece ancienne, 1974), seguito da Religione greca, religioni antiche (Religion grecque, religions antiques, 1976), Torino, Einaudi, 1981.
- Divinazione e razionalità: i procedimenti mentali e gli influssi della scienza divinatoria (a cura di) (Divination et rationalité, 1974), tr. it. di Liliana Zella, Torino: Einaudi 1982.
- Mito e tragedia, due: da Edipo a Dioniso (con Pierre Vidal-Naquet), tr. it. di Clara Pavanello e Alessandro Fo, Torino: Einaudi 1991 (con introduzione di Maurizio Bettini).
- Introduzione a Marcel Detienne, I giardini di Adone, tr. it. di Letizia Berrini Pajetta, Torino: Einaudi 1975.
- Mito e tragedia nell'antica Grecia. La tragedia come fenomeno sociale estetico e psicologico (Mythe et tragédie en Grèce ancienne) (con Pierre Vidal-Naquet), tr. it. di Mario Rettori, Torino: Einaudi 1976.
- Nascita di immagini e altri scritti su religione, storia, ragione (Religions, histoires, raisons, 1979), tr. it. di Angela Montagna, Milano: Il Saggiatore 1979; con il titolo Religione, storia, ragione, Milano: SE, 2009.
- La cucina del sacrificio in terra greca (La cuisine du sacrifice en pays grec) (con Marcel Detienne, Jean-Louis Durand e altri), tr. it., Torino: Bollati Boringhieri, 1982[4]
- Le astuzie dell'intelligenza nell'antica Grecia (Les Ruses de l'intelligence. La métis des Grecs) (con Marcel Detienne), trad. di Andrea Giardina, Roma-Bari: Laterza 1984.
- La morte negli occhi. Figure dell'Altro nell'antica Grecia (La mort dans les yeux), tr. it. di Caterina Saletti, Bologna: Il Mulino 1987.
- L'individuo, la morte, l'amore (L'individu, la mort, l'amour: soi-meme et l'autre en Grece ancienne, 1989), tr. it. di Arianna Ghilardotti, a cura di Giulio Guidorizzi, Milano: Cortina 2000.
- Mito e religione in Grecia antica (Mythe et religion en Grèce ancienne, 1990), tr. it. di Riccardo Di Donato, Roma: Donzelli 2003.
- Ai confini della storia (con Aldo Schiavone), tr. it. di Barbara Para, Torino: Einaudi 1993.
- Edipo senza complesso (Œdipe sans complexe), Milano: Mimesis 1996 (introduzione di Marinette Dambuyant).
- Tra mito e politica (Entre mythe et politique, 1996), tr. it. di Arianna Ghilardotti, a cura di Giulio Guidorizzi, Milano: Raffaello Cortina 1998.
- Ulisse e lo specchio. Il femminile e la rappresentazione di sé nella Grecia antica (Dans l'oeil du miroir, 1997) (con Françoise Frontisi-Ducroux), tr. it. di Claudio Donzelli, Roma: Donzelli 2003.
- Figure, idoli, maschere (Figures, idoles, masques), tr. it. di Adriana Zangara, Milano: Il Saggiatore 2001.
- La morte eroica nell'antica Grecia (La mort héroïque chez les Grecs, 2001), a cura di Simone Regazzoni, Genova: Il melangolo 2007.
- Senza frontiere: memoria, mito e politica (La traversée des frontières), tr. it. di Arianna Ghilardotti, a cura di Giulio Guidorizzi, Milano: Raffaello Cortina 2005.
- L'universo, gli dèi, gli uomini (L'univers, les dieux, les hommes: récits grecs des origines, 2000), tr. it. di Irene Babboni, Torino: Einaudi 2001.
- L'uomo greco (a cura di) (con Giuseppe Cambiano e altri), Roma-Bari: Laterza 2001
- C'era una volta Ulisse e anche Perseo, Polifemo, Circe e Medusa, tr. it. di Irene Babboni, Torino: Einaudi 2006.
- Pandora, la prima donna (Pandora, la première femme, 2006), tr. it. di Irene Babboni, Torino: Einaudi 2008.
- L'immagine e il suo doppio. Dall'era dell'idolo all'alba dell'arte, a cura di Pietro Conte, Milano: Mimesis, 2011
- La guerra nella Grecia antica (a cura di J. P. Vernant), tr. it.di Ilaria Calini, Milano, Rafaello Cortina Editore, 2018

## Film
Nel 2011 è stato realizzato un film-documentario sulla figura di Vernant dal titolo Jean-Pierre Vernant. La fabrique de soi, diretto da Emmanuel Laborie e incentrato sul rapporto che l'antropologo aveva con la vita nel suo privato e nei suoi studi.

## Onorificenze

### Altri onorificenze
- Medaglia d'oro dell'Centre national de la recherche scientifique
- Premio Amic dell'Académie française
- Premio dell'American Academy of Arts and Sciences
- Premio dell'Unione Razionalista (Francia)
- Premio di Storia (San Marino)